# Даба
Даба (груз. დაბა) — тип населеного пункту в Грузії, аналог селища міського типу чи містечка, яке за функціональним призначенням у загальній системі адміністративно-територіального устрою посідає проміжне місце між сільським населеним пунктом та містом. У сучасній Грузії, даба, як правило, це поселення з населенням не менше 3000 мешканців та з інфраструктурою, що дозволяє йому функціонувати як місцевий економічний та культурний центр, та не має великих сільськогосподарських угідь. Статус Даба може бути також наданий населеному пункту з населенням меншим ніж 3000 мешканців, якщо він функціонує як адміністративний центр муніципалітету або має перспективу подальшого економічного та демографічного зростання у найближчому майбутньому.
| Даби Грузії |                  |                  |               |                |                               |
| Номер       | Назва            | Назва            | Населення     | Населення      | Підпорядкування               |
| Номер       | Українська       | Грузинська       | 2008 (Оцінка) | 2014 (Перепис) | Підпорядкування               |
| 1.          | Бічвінта         | ბიჭვინთა         | 4.100         | 4.125          | Абхазія                       |
| 2.          | Цхнеті           | წყნეთი           | 8.187         | 7.166          | Тбілісі                       |
| 3.          | Сурамі           | სურამი           | 6.442         | 9.300          | Шида-Картлі                   |
| 4.          | Казреті          | კაზრეთი          | 7.920         | 4.340          | Квемо-Картлі                  |
| 5.          | Аґара            | აგარა            | 5.973         | 3364           | Шида-Картлі                   |
| 6.          | Шаумяні          | შაუმიანი         | 5.831         | 3.107          | Квемо-Картлі                  |
| 7.          | Чакві            | ჩაქვი            | 5.633         | 6.720          | Аджарія                       |
| 8.          | Манґлісі         | მანგლისი         | 5.363         | 1.441          | Квемо-Картлі                  |
| 9.          | Хараґаулі        | ხარაგაული        | 5.249         | 6.143          | Імеретія                      |
| 10.         | Тіанеті          | თიანეთი          | 5.006         | 2.479          | Мцхета-Мтіанеті               |
| 11.         | Чхороцку         | ჩხოროწყუ         | 4.733         | 3.141          | Мегрелія-Гірська Сванетія     |
| 12.         | Лайтурі          | ლაითური          | 4.650         | 2.697          | Гурія                         |
| 13.         | Аспіндза         | ასპინძა          | 4.336         | 2.793          | Джавахетія                    |
| 14.         | Ахалдаба         | ახალდაბა         | 4.005         | 1.586          | Джавахетія                    |
| 15.         | Ґулріпші         | გულრიფში         | 3.975         | 3.910          | Абхазія                       |
| 16.         | Хелвачаурі       | ხელვაჩაური       | 3.811         | 6.143          | Аджарія                       |
| 17.         | Діді-Ліло        | დიდი ლილო        | 3.728         | 2.417          | Квемо-Картлі                  |
| 18.         | Жинвалі          | ჟინვალი          | 3.542         | 1.828          | Шида-Картлі                   |
| 19.         | Местія           | მესტია           | 3.462         | 2.700          | Мегрелія-Гірська Сванетія     |
| 20.         | Чохатаурі        | ჩოხატაური        | 3.243         | 1.815          | Гурія                         |
| 21.         | Цаґвері          | წაღვერი          | 3.020         | 799            | Джавахетія                    |
| 22.         | Пасанаурі        | ფასანაური        | 2.996         | 1.148          | Мцхета-Мтіанеті               |
| 23.         | Кулаші           | კულაში           | 2.771         | 1.702          | Імеретія                      |
| 24.         | Степанцмінда     | სტეფანწმინდა     | 2.711         | 1.326          | Мцхета-Мтіанеті               |
| 25.         | Махінджаурі      | მახინჯაური       | 2.685         | 1.013          | Аджарія                       |
| 26.         | Бакуріані        | ბაკურიანი        | 2.631         | 1.879          | Джавахетія                    |
| 27.         | Ахалґорі         | ახალგორი         | 2600          | 1.033          | Мцхета-Мтіанеті               |
| 28.         | Кведа-Насакіралі | ქვედა ნასაკირალი | 2.302         | 2.898          | Гурія                         |
| 29.         | Очхамурі         | ოჩხამური         | 2.081         | 5.355          | Аджарія                       |
| 30.         | Загесі           | ზაჰესი           | 1.994         | 5.200          | Мцхета-Мтіанеті               |
| 31.         | Шорапані         | შორაპანი         | 1.750         | 1.258          | Імеретія                      |
| 32.         | Урекі            | ურეკი            | 1.525         | 1.422          | Гурія                         |
| 33.         | Адіґені          | ადიგენი          | 1.445         | 783            | Джавахетія                    |
| 34.         | Абастумані       | აბასთუმანი       | 1.414         | 937            | Джавахетія                    |
| 35.         | Кеда             | ქედა             | 1.375         | 1.510          | Аджарія                       |
| 36.         | Тріалеті         | თრიალეთი         | 1.001         | 565            | Квемо-Картлі                  |
| 37.         | Лентехі          | ლენტეხი          | 946           | 947            | Рача-Лечхумі і Нижня Сванетія |
| 38.         | Сіоні            | სიონი            | 802           | 371            | Мцхета-Мтіанеті               |
| 39.         | Хуло             | ხულო             | 775           | 1.142          | Аджарія                       |
| 40.         | Коджорі          | კოჯორი           | 755           | 1.232          | Квемо-Картлі                  |
| 41.         | Тамарісі         | თამარისი         | 735           | 510            | Квемо-Картлі                  |
| 42.         | Шуахеві          | შუახევი          | 384           | 797            | Аджарія                       |
| 43.         | Бедіані          | ბედიანი          | 253           | 148            | Квемо-Картлі                  |
| 44.         | Кваіса           | კვაისა           | 243           | 985            | Шида-Картлі                   |
| 45.         | Корнісі          | ყორნისი          | 214           | 451            | Шида-Картлі                   |
| 46.         | Харіствала       | ხარისთვალა       | 103           | 0              | Рача-Лечхумі і Нижня Сванетія |
| 47.         | Міусера          | მიუსერა          | 50            | 53             | Абхазія                       |